# Hedwig van Wessex
Hedwig van Wessex (903 - na 26 september 951), oorspronkelijk: Eadgifu, was koningin van West-Francië.
Zij was een dochter van koning Eduard van Engeland en diens tweede echtgenote Ælfflæd. Zij trouwde (917-919) met koning Karel III van Frankrijk, als zijn tweede echtgenote. Hedwig schonk hem de lang verwachte zoon, Lodewijk IV. Toen Karel in 923 werd gevangengenomen door Herbert II van Vermandois vluchtte Hedwig naar haar halfbroer, koning Aethelstan van Engeland.
In 936 kon Hedwig met haar zoon terugkeren en werd Lodewijk tot koning gekroond. Hedwig werd abdis van het klooster van Notre-Dame in Laon. In 951 verliet ze het klooster om te trouwen met Herbert 'de oude' van Omois, een zoon van Herbert II van Vermandois. Haar zoon Lodewijk was hierover zo boos dat hij haar bezittingen afnam. Hedwig werd begraven in de Sint-Medardusabdij in Soissons.